# Contrat
Pour les articles homonymes, voir Contrat (homonymie).
Un contrat est un accord de volontés concordantes (consentement) entre deux ou plusieurs personnes (les parties) en vue de créer une ou des obligations juridiques. C'est aussi la relation juridique qui découle de cet accord.
Le système libéral de la formation des contrats est dominé par l'idée de la liberté contractuelle et de l'autonomie des parties : celles-ci sont ainsi libres de conclure ou non et de choisir l'objet et la forme (écrite, orale…) du contrat. Le contrat s'inscrit dans la loi qui l'arme de l'exécution forcée, le droit de recourir aux organes de l'État pour obtenir l'exécution de la prestation. La liberté des parties est en conséquence restreinte par des exigences légales dans certains cas : forme, protection du consentement ou interdiction des engagements excessifs.
Le contrat est le principal acte juridique qui fonde la théorie des obligations. Les parties sont ceux qui peuvent en exiger un certain produit ou prestation. Elles sont dénommées créancier et débiteur. Les ayants droit sont ceux qui ont acquis un droit du créancier ou du débiteur. Les tiers sont des personnes qui n'étaient ni présentes ni représentées lors de la naissance du contrat et qui ne sont pas les ayants droit. Les dispositions d'un contrat sont appelées clauses ou stipulations.

## Essentiel du contrat
Le contrat fait l’objet d’une première théorisation avec le droit romain qui perdure de nos jours. Elle se trouve aux Institutes de Justinien (III, 13, pr.) : « l'obligation est un lien de droit par lequel nous sommes tenus nécessairement de payer quelque chose à quelqu'un selon le droit de notre cité. » Ainsi, le contrat n’est pas un droit immédiat et absolu, mais un lien entre personnes. 

### À l’origine du contrat: le consensualisme
Au Ve siècle, l’Empire byzantin connaît une longue période de prospérité économique et commerciale. Afin de faciliter les relations d’affaires, le droit romain renonce au formalisme contractuel et permet alors au contrat de se former sur la base du consentement des parties : les contractants disposent ainsi d’une grande liberté pour déclarer leur volonté. Ce principe caractérise aujourd’hui le droit civil.
Le principe du consensualisme admet comme équivalents chaque mode d'expression de la volonté (oral, écrit, gestuel) voire l’absence d’expression matérielle, via le contrat tacite. Ainsi, les parties sont obligées par le seul échange des consentements et à cet instant. « De ce point de vue, le consensualisme présente toutes les vertus libérales et morales. (…) le consentement seul oblige, et parce qu'il oblige, celui qui a donné son consentement ne pourra s'y soustraire en prétextant qu'une solennité fait défaut. »
Cette idée du respect de la parole donnée sans forme est le fruit du développement du christianisme, à tel point que le jésuite Pedro de Oñate put déclarer que « la morale chrétienne a rendu aux parties contractantes leur liberté ». Il revient effectivement à des théologiens et canonistes, tels qu'Hugues de Pise, Niccolò Tedeschi ou le pape Adrien VI d'avoir plaidé pour la première fois le caractère opposable des conventions consensuelles, sans nécessité de respecter le formalisme légal. Sous la pression de cet avantage conséquent du droit canon et des discussions des juristes de l'École de Salamanque, les régimes de droit civils finirent par accepter le principe du régime consensualiste.

### Théorie libérale du contrat: l’autonomie de la volonté

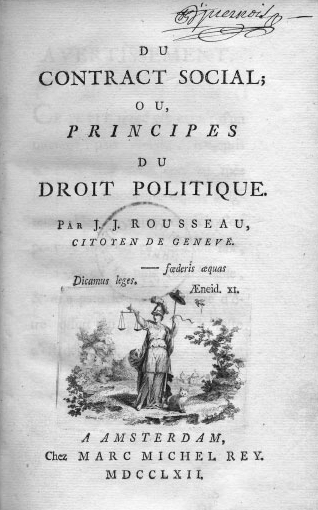
Du Contrat social de Rousseau.

À côté de ce fondement moral, le contrat naît également d’une conception libérale de l’économie : la liberté permet aux intérêts particuliers de s’équilibrer réciproquement et elle est le meilleur moyen de satisfaire l'intérêt général, fait lui-même de la somme des intérêts particuliers.
Parallèlement, à partir du XVIIIe siècle, se développe la philosophie humaniste : l'homme est réputé être libre par nature, la société s’est formée par sa volonté, par contrat social. La Déclaration des droits de 1789 proclame ainsi que la loi elle-même « est l'expression de la volonté générale ». Pour Kant, il y a autonomie de la volonté si la volonté est déterminée par la seule loi morale, et hétéronomie si elle est déterminée par le principe du bonheur (le désir matériel). Cette influence sur le Code civil de 1804 a parfois été nuancée, Kant étant peu connu en France en 1804 en comparaison avec les travaux des juristes français des XVIIe et XVIIIe siècles.
Ainsi, le contrat n’est pas contraignant parce que reconnu par une loi externe, mais parce que résultant directement de volontés créatrices de droits et d’obligations.

### Critique de la théorie libérale du contrat
Pour Durkheim, la règle émanant du groupe précède au droit de la volonté : ce phénomène de solidarité étant objectivé par le droit.
Au cours du XIXe siècle, avec l’industrialisation et le développement du droit du travail, se fait entendre une critique de la conception libérale : face aux situations d’inégalité, cette liberté devient source d'injustice entre une partie faible et une partie dominante. Lacordaire énonce ainsi la célèbre formule : « Entre le fort et le faible, entre le riche et le pauvre, c'est la liberté qui opprime, c'est la loi qui affranchit ».

### Origines de la théorie de l'autonomie de la volonté
L'apparition du terme d'autonomie de la volonté dans le lexique juridique est relativement récente. Véronique Ranouil qui a consacré un ouvrage à l'étude de la naissance et à l'évolution du concept, relève ainsi que la notion d'autonomie de la volonté n'a fait son apparition dans le langage juridique que vers la fin du XIXe siècle. L'expression fut dans un premier temps employée dans le domaine du Droit international privé par des auteurs qui postulent l'idée que la loi applicable au contrat demeure toujours celle souverainement choisie par les parties. Elle fut, par la suite, reprise dans le domaine du droit interne plus précisément en droit civil pour évoquer la liberté reconnue aux contractants de définir librement les termes de leurs conventions.

### Contenu de la théorie de l'autonomie de la volonté
La théorie de l'autonomie de la volonté peut être définie comme une doctrine de philosophie politique, ou comme une théorie du fondement du droit, qui postule la toute puissance de la volonté contractuelle, érigée à la fois comme la source et la mesure des obligations contractuelles : la volonté déterminerait seule sa propre loi, et ne trouverait son fondement qu'en elle-même.
La théorie évoque l'idée d'une volonté qui se fixerait souverainement à elle-même ses propres règles sans être astreinte à des contraintes objectives qui lui seraient extérieures : dans ce sens, cette volonté serait la seule à créer librement le contrat, et à en déterminer tous les effets. Parce qu'elle est autonome, la volonté est ainsi érigée comme le fondement exclusif du contrat auquel elle donne naissance; elle ne serait, en vertu du principe du consensualisme assujettie à aucun formalisme particulier dans sa manifestation pour être pleinement efficace.
Cette emprise de la volonté sur le contrat se mesure en outre par l'exigence de sa libre expression à défaut de laquelle les vices qui sont susceptibles de l'affecter emportent l'invalidité du contrat.
Ce serait donc en vertu de cette volonté autonome que se dégagent plusieurs principes fondamentaux en matière contractuelle notamment ceux de liberté contractuelle, la force obligatoire du contrat, l'effet relatif des conventions. En plus d'être le fondement du contrat — entendu dans le sens d'un contenant — la volonté serait aussi la source exclusive de sa mesure, c'est-à-dire de son contenu. Les parties au contrats fixeraient ainsi volontairement, et de manière autonome la somme des droits et obligations par lesquelles elles entendent se lier, de sorte que le contenu du contrat doit être déterminé ou interprété, dans l'hypothèse de la survenance d'un litige par référence à cette même volonté des parties.
En somme, la théorie de l'autonomie de la volonté semble reposer sur deux postulats fondamentaux. Le premier étant qu'aucun contractant ne peut être obligé sans l'avoir voulu. Le second postulat fondamental que promeut cette théorie consiste dans l'affirmation de l'idée que tout engagement librement consenti est nécessairement juste, ce qui implique que la volonté contractuelle : « jouit dans l'exercice de cette autonomie d'une absolue liberté » : « (…) dans l'acte juridique, la volonté est tout ; elle est le seul élément essentiel de sa formation, comme aussi la base unique de son interprétation. Je ne suis obligé par un acte juridique que si je le veux, au moment où je le veux, et dans la mesure où je le veux ».

### Débat sur la consécration de la théorie par les rédacteurs du Code civil de 1804
Bien qu'elle soit présentée comme une théorie qui : « dans le vaste domaine des actes juridiques, règne, en maître souverain » ou comme la théorie qui depuis 1804, constitue : « l’assise philosophique du droit civil français des contrats », la question demeure de savoir si la théorie a été réellement consacrée par les rédacteurs du Code. Pour ses tenants, plusieurs dispositions peuvent ainsi être vues comme les manifestations les plus explicites de la consécration de l'autonomie de la volonté par les rédacteurs du Code. Il en irait ainsi de l'article 1134 al.1 ancien du Code civil, qui antérieurement percue comme l'assise textuelle de l'autonomie de la volonté. Ripert, comme plusieurs auteurs classiques, affirmait d'ailleurs en ce sens que : « pour affirmer la toute puissance de la volonté humaine créatrice d'obligations, le Code civil emploie dans l'article 1134 l'expression la plus énergique qui puisse se trouver. » L'article 1156 ancien du Code civil, constitue en outre un texte qui est également perçu comme consacrant l'autonomie de la volonté individuelle des contractants. En disposant en substance qu'il faut rechercher dans les conventions : « quelle a été la commune intention des parties contractantes, plutôt que de s'arrêter au sens littéral des termes » la disposition traduirait : « le dogme essentiel (…) de l'autonomie de la volonté : la suprématie de l'esprit sur la lettre ».
Pourtant cette prétendue consécration de la théorie de l'autonomie de la volonté par le Code civil a toujours été vivement contestée par une doctrine constante qui estime, elle, que les termes de la théorie ne se vérifient guère au regard du droit positif. Déjà, rien dans les travaux préparatoires du Code civil ne permet d'en trouver les signes. Ensuite, l'assise textuelle assignée à la théorie est critiquée : l'article 1134 al.1 ancien du Code civil de 1804 ne ferait en fait qu'évoquer le principe de la force obligatoire du contrat, sans jamais préciser quel serait le fondement de cette force : volonté, intérêt, rien n'est précisé à ce sujet par les rédacteurs de 1804. Au contraire, il semble que cette dernière disposition place dans la loi, et non pas dans la volonté, l'origine, la source du caractère contraignant des engagements contractuels pris par les parties : « La loi sanctionne les conventions ; elle leur prête toute sa force ; en un mot, elle les érige en lois, comme le dit énergiquement l'article 1134 » soulignait ainsi Charles Touillier.
D'autres critiques notamment techniques conduisent à la remise en cause de la théorie. L'un des postulats avancés par les tenants de la théorie consiste en effet à affirmer que nul ne peut être engagé sans l'avoir voulu. Pourtant la seule lecture du plan du Code de 1804 permet de faire le constat que ses rédacteurs ont entendu soumettre les parties contractantes à des obligations qu'elles n'ont pas intimement voulu : le constat peut en être ainsi fait au travers du Titre III du Livre III, consacré aux obligations conventionnelles, jusqu'au Titre IV, expressément intitulé « Des engagements qui se forment sans convention » confirmant l'existence d'obligations qui peuvent être imposées aux parties, sans qu'elles les aient réellement voulues. C'est ainsi que sur le plan purement délictuel et quasi contractuel, c'est la loi et non pas la prétendue volonté autonome des parties qui crée des obligations à la charge du responsable ou de l'enrichi.
Le second postulat majeur avancé par les tenants de la théorie de l'autonomie de la volonté consiste en outre à affirmer que : « Tout engagement libre est nécessairement juste », l'idée étant de faire de la volonté l'alpha et l'oméga du contrat. Mais là également l'excès est perceptible à plusieurs égards. Ce postulat méconnait les termes de l'article 6 du Code civil qui interdit clairement : « déroger, par des conventions particulières, aux lois qui intéressent l'ordre public et les bonnes mœurs. » Cela signifie très clairement que meme dans l'hypothèse où des parties à une convention conviendraient librement de se lier par engagements qu'elles estiment justes pour elles, ces dits engagements pourraient ne se voir attribuer aucun effet si elles se révélaient en contradiction avec l'ordre public et les bonnes mœurs.

### La forme renouvelée de la théorie: l'attente légitime du créancier[30]
Le postulat traditionnellement exposé de l'autonomie de la volonté fait reposer la force obligatoire du contrat sur la seule volonté du débiteur, auteur de la promesse : celui ci est tenu, et le contrat n'est contraignant à son égard que parce qu'il l'a souverainement voulu.
Mais une autre approche plus novatrice proposée par certains auteurs va conduire à déplacer le centre de gravité de la force obligatoire du contrat, de la volonté du débiteur vers celle du créancier : concrètement, c'est l'attente légitime du créancier qui fonderait la force obligatoire du contrat, et non pas la prétendue volonté autonome du débiteur. Cette approche est d'autant plus novatrice que le droit positif semble consacrer et protéger ces attentes. Ce faisant : « En déplaçant la valeur de l’engagement de la personne du débiteur – approche classique – vers celle du créancier, l’obligation tirerait alors sa force moins du promettant que de l’attente raisonnable du destinataire de la promesse. »
La théorie des attentes légitimes vise donc (contrairement à la théorie classique de l'autonomie de la volonté) à déplacer le centre de gravité de l'obligation, du promettant (le débiteur auteur de la promesse dont la volonté n'est plus celle prise en compte), vers le créancier. Ce n'est donc plus en vertu de ce qu'il a voulu que le débiteur est tenu et que le contenu du contrat se détermine, mais plutôt en vertu des attentes que sa promesse aura suscité chez son créancier, bénéficiaire de la promesse.

## Droit par pays
Condition nécessaire au consentement, la liberté de contracter est au cœur de l’existence de tout contrat. Ainsi, les parties au contrat, personnes physiques ou personnes morales, doivent avoir la capacité pour s'engager. Une fois le contrat régulièrement conclu, il lie les parties au contrat en vertu du principe traditionnel pacta sunt servanda.
Le contrat possède deux composantes théoriques :
- le « negotium » qui correspond à la substance de l'accord des parties ;
- l'« instrumentum », support de cet accord, ayant également valeur de preuve en cas de litige.

En principe, seul le negotium est essentiel à la validité du contrat, l'instrumentum ne constituant qu'un gage de sécurité juridique, et s'il s'agit généralement d'un écrit (matériel ou numérique), il peut se réduire à un accord oral, ou même à une attitude (exemple : seule la transmission des clés d'une voiture peut conclure un prêt de véhicule). Parfois, la loi peut imposer cette sécurité en exigeant un acte sous seing privé ou un acte authentique. Ces deux types de contrats sont respectivement qualifiés de consensuels et de solennels.

### France
Avant la réforme du droit des contrats en 2016, l'article 1108 du Code civil consacrait le principe de la volonté des parties :
- les parties ont-elles voulu s'engager ? Il faut vérifier leur consentement ;
- étaient-elles aptes à le vouloir ? C'est le problème de leur capacité ;
- qu'ont-elles voulu ? Il faut un objet à leur engagement ;
- pourquoi l'ont-elles voulu ? L'engagement doit avoir une cause[Droit civil 2].

Dès lors, s'il est conforme à l’ordre public et aux bonnes mœurs, le contrat acquiert une force obligatoire : il oblige les parties. La conséquence est qu'en cas d'inexécution d'une obligation par le débiteur, la partie créancière pourra se prévaloir du contrat pour demander compensation en justice. On dit que le contrat est opposable entre les parties.
Particulièrement, le droit français fait une distinction entre le contrat de droit civil et le contrat de droit public, passé entre l'administration et une personne de droit privé ou entre deux personnes publiques ou entre deux personnes privées si le contrat contient des clauses exorbitantes de droit commun (sauf exceptions déterminées par le législateur) : on parle alors de contrat administratif.
Désormais, avec la réforme du droit des contrats, c'est l'article 1128 qui consacre le principe de volonté des parties, il n'y a maintenant plus besoin d'un objet à leur engagement ou d'une cause à cet engagement :
- les parties ont-elles voulu s'engager ? Il faut vérifier leurs consentements ;
- étaient-elles aptes à le vouloir ? C'est le problème de leur capacité (elles sont incapables lorsqu'elles sont mineures, sous tutelle, sous curatelle, ou si elles sont des majeures protégées, etc.) ;
- le contenu est-il licite et certain ? Il faut s'assurer que le contenu du contrat est conforme à la loi (par exemple, acheter une maison pour en faire devenir une maison close est interdit et donc le contrat aura un contenu illicite et ne pourra être valable). Il doit être certain, c'est-à-dire que l'objet, la chose concerné(e) par le contrat doit être réel(le), elle doit exister (on ne peut pas vendre un dragon par exemple).

### Québec (Canada)
En droit québécois, la formation de contrats est régie par le Code civil du Québec et notamment les articles 1377 à 1456 (dispositions générales sur le contrat) et l'article 2198 (contrat d'entreprise et de service), ainsi que la Loi sur la protection du consommateur, RLRQ c P-40.1
Parmi ces normes législatives, les dispositions les plus générales sont les articles 1378 et 1385, qui énoncemt que :

« 1378. Le contrat est un accord de volonté, par lequel une ou plusieurs personnes s’obligent envers une ou plusieurs autres à exécuter une prestation.
Il peut être d’adhésion ou de gré à gré, synallagmatique ou unilatéral, à titre onéreux ou gratuit, commutatif ou aléatoire et à exécution instantanée ou successive; il peut aussi être de consommation. »

« 1385 Le contrat se forme par le seul échange de consentement entre des personnes capables de contracter, à moins que la loi n’exige, en outre, le respect d’une forme particulière comme condition nécessaire à sa formation, ou que les parties n’assujettissent la formation du contrat à une forme solennelle. Il est aussi de son essence qu’il ait une cause et un objet. »

### Pays decommon law
La structure de la common law diffère totalement de la structure du droit romano-civiliste, dont le droit français : il n’y a ni distinction entre droit public et droit privé, ni entre les catégories de droit civil, de droit administratif ou de droit commercial. Les concepts diffèrent également. Le contrat est théorisé comme un simple échange de promesses à l'instar du droit canonique. Les théories de la cause et des déclarations de volonté sont inconnues. Ainsi, « le contract du droit anglais n'est pas plus l'équivalent du contrat du droit français que l'equity anglaise n'est l'équité française ».

#### Royaume-Uni
Le droit anglais ne connaît que le contrat en la forme d’acte sous seing privé et distingue ainsi le contrat consensuel (simple contract) à titre onéreux, sans condition de forme (ou verbal ou écrit) sauf la contrepartie onéreuse (consideration) donnée par le bénéficiaire de la promesse, du contrat solennel (specialty ou contract by deed), à titre gratuit ou onéreux, établi par écrit et signé soit sous sceau privé soit devant témoins instrumentaires. Le droit anglais a ignoré la stipulation pour autrui jusqu'en 1999 tout en imposant un régime strict de l'effet relatif du contrat.

#### États-Unis
Le droit américain a abandonné le contrat solennel au début du XXe siècle. L’abandon de ce dernier ainsi que la formalité requise d’une contrepartie onéreuse (consideration) ont pour conséquence une curiosité juridique : le droit américain n’admet donc ni le contrat unilatéral ni le contrat à titre gratuit, telle la donation, sauf exceptions légales. Pour qu’il y ait contrat, il faut réunir les éléments suivants : offre et acceptance intégrale, l’onérosité et l’intention de s’obliger. La validité du contrat est soumise à trois conditions : un consentement valable, la capacité juridique et un objet licite et moral (c'est-à-dire conforme à l’ordre public (public policy) et aux bonnes mœurs (conscionability)). Quant au consentement, il n’est pas d’engagement valable s’il est donné par erreur (mistake), soumis au dol (fraud), à la violence (duress) ou à la crainte fondée (undue influence). Le droit américain, contrairement au droit anglais, connaît la stipulation pour autrui depuis la fin du XIXe siècle.

### Russie
Le nouveau Code civil russe, adopté partiellement en 1994, rénove totalement l’ancien édifice juridique socialiste. « Les contrats planifiés autrefois prédominants l'ont cédé aux contrats librement consentis par des entreprises libérées du carcan de la planification et des commandes d'État. » Le droit des obligations, d’influence romano-civiliste, reconnaît le contrat de manière similaire au droit civil français,, avec les principes de liberté contractuelle et de distinction entre contrat synallagmatique et unilatéral.

#### Union soviétique
Dans le droit socialiste de l’ex-URSS, le contrat était le prolongement de l’acte administratif de planification. Certains actes de planification confiaient de manière très détaillée aux entreprises les tâches à accomplir, d’autres nécessitaient qu’un contrat soit établi afin d’apporter des précisions : « Dans la majorité des cas, le contrat avait donc pour utilité de concrétiser les données du plan ». En ce sens, ils peuvent être qualifiés de « contrats planifiés ou forcés ».

### Pays d'extrême orient
D’une façon générale, les peuples de l’extrême orient accordent au droit une place bien moindre qu’en occident pour assurer l’ordre social et la justice. Ainsi, en droit japonais, la force obligatoire du contrat repose essentiellement sur une relation de confiance entre les parties, antérieure à la formulation juridique du contrat[réf. souhaitée]. « La jurisprudence a d'ailleurs admis l'existence d'une théorie « de la relation de confiance » autorisant une application souple des obligations contractuelles, permettant d'assurer la protection de la partie la plus faible ».

### Autres références
1. ↑  Article 1101 du Code civil Français (lire en ligne)
2. ↑  Pierre Tercier et Pascal Pichonnaz, Le droit des obligations, Zurich, Schulthess, 2012, 467 p. (ISBN 978-3-7255-6640-2), § 213.
3. ↑  Grégoire Forest, Essai sur la notion d'obligation en droit privé, Paris, Dalloz, coll. « Nouvelle Bibliothèque de Thèses » (no 116), avril 2012, 549 p. (ISBN 978-2-247-11888-5), p. 6« Qu'ils datent du XXe ou du XVIIIe siècle, tous ces ouvrages se référent à une même définition : celle de Justinien, émise au VIe siècle de notre ère. »
4. ↑  André Castaldo et Jean-Philippe Lévy, Histoire du droit civil, Paris, Dalloz, coll. « Précis », octobre 2010, 2e éd., 1619 p. (ISBN 978-2-247-10318-8), p. 674
« obligatio est iuris vinculum, quo necessitate adstringimur alicuius solvendae rei secundum nostrae civitatis iura. »
5. ↑  Jean-Philippe Lévy, « Le consensualisme et les contrats, des origines au Code civil », Revue des sciences morales et politiques,‎ 1995, p. 209
6. ↑  Bertrand Fages (dir.) et Elodie Pouliquen (dir.), Lamy Droit du contrat, Paris, Lamy, mai 1999 (ISBN 2-7212-0872-1), p. 175-5
« De ce point de vue, le consensualisme présente toutes les vertus libérales et morales. Parce que le consentement suffit pour obliger, il est en même temps une condition nécessaire. Aussi le consentement librement et simplement donné trouve son fondement dans une conception morale : le consentement seul oblige, et parce qu'il oblige, celui qui a donné son consentement ne pourra s'y soustraire en prétextant qu'une solennité fait défaut. En même temps, le consensualisme facilite la conclusion des contrats, l'imagination des contractants, l'ingénierie juridique dirait-on aujourd’hui ; il permet d'accélérer le processus de formation et peut-être aussi de multiplier les contrats. »
7. ↑  (en) Wim Decock, « Contract Law », dans H. Braun, E. de Bom et P. Astorri, A Companion to the Spanish Scholastics, Brill, 2022 (lire en ligne), p. 432
8. 1 2  Decock 2013, p. 123-124.
9. ↑  Decock 2013, p. 350-351.
10. ↑  Decock 2013, p. 109.
11. ↑  Decock 2013, p. 109 et 142.
12. ↑  Decock 2013, p. 153.
13. ↑  « Texte de la Déclaration des droits de l'Homme et du citoyen de 1789, article 6 », sur Conseil constitutionnel (consulté le 29 mai 2013)
14. ↑  Emmanuel Kant (trad. de l'allemand), Des principes de la raison pure pratique : Extrait de Critique de la raison pure pratique, Paris, Gallimard, coll. « Folio plus philosophie » (no 87), 1985, 173 p. (ISBN 978-2-07-034284-6), p. 33
« L’autonomie de la volonté est l'unique principe de toutes les lois morales et des devoirs conformes à ses lois ; au contraire, toute hétéronomie de l’ « arbitre » non seulement ne fonde aucune obligation, mais s’oppose plutôt au principe de l’obligation et à la moralité de la volonté. C’est en effet dans l’indépendance à l’égard de toute matière de la loi (c’est-à-dire à l’égard d’un objet désiré) et portant, en même temps, dans la détermination de l’« arbitre » par la simple forme législatrice universelle, dont une maxime doit être capable, que constitue l’unique principe de la moralité. »
15. ↑  Christian Atias, Philosophie du droit, Paris, PUF, coll. « Themis Droit » (no 3), février 2012, 416 p. (ISBN 978-2-13-057768-3), p. 93« Il est plus probable que le kantisme a exercé son influence sur la pensée juridique française à la fin du XIXe siècle seulement. »
16. ↑  Émile Durkheim, De la division du travail social, Paris, PUF, coll. « Quadrige », avril 2012, 8e éd., 420 p. (ISBN 978-2-13-061957-4)
17. 1 2  Véronique Ranouil, L'autonomie de la volonté : naissance et évolution d'un concept, Presses universitaires de France, 1980 (ISBN 2-13-036765-8 et 978-2-13-036765-9, OCLC 977701120, lire en ligne), p. 10
18. ↑  Véronique Ranouil, L'autonomie de la volonté : naissance et évolution d'un concept, Presses universitaires de France, 1980 (ISBN 2-13-036765-8 et 978-2-13-036765-9, OCLC 977701120, lire en ligne), p. 41 et s.
19. ↑  Véronique Ranouil, L'autonomie de la volonté : naissance et évolution d'un concept, Presses universitaires de France, 1980 (ISBN 2-13-036765-8 et 978-2-13-036765-9, OCLC 977701120, lire en ligne), p. 84 et s.
20. 1 2  Emmanuel GOUNOT, Le principe de l’autonomie de la volonté en droit privé, Contribution à l’étude critique de l’individualisme juridique, Dijon, 1912, p. 73
21. ↑  G. MARTY et P. RAYNAUD, Les obligations, 2e éd., t. 1, Les sources, Paris, Sirey, 1987, n° 31 s.
22. ↑  J. GHESTIN, La formation du contrat, 3e éd., Paris, LGDJ, 1993, n° 50.
23. ↑  J. FLOUR, J.-L. AUBERT et É. SAVAUX, L’acte juridique, 15e éd., Paris, Sirey, 2012, n° 96 s.
24. ↑  Emmanuel GOUNOT, Le principe de l'autonomie de la volonté en droit privé : contribution à l'étude critique de l'individualisme juridique, p. 61-79
25. ↑  ibid. p.136
26. ↑  F. GÉNY, Méthode d’interprétation et sources en droit privé positif, t. 1, Paris, Sirey, 1919, n° 80, p. 185
27. ↑  R. SAVATIER, Les métamorphoses économiques et sociales du droit civil d’aujourd’hui, Paris, 1959, n° 356, p. 30.
28. ↑  Henri Mazeaud et François Chabas, Obligations : théorie générale : tome 2, 1er volume, Montchrestien, 1998 (ISBN 2-7076-0620-0 et 978-2-7076-0620-4, OCLC 40468060, lire en ligne)
29. ↑  Charles Touillier, Le droit civil français suivant l'ordre du Code civil, t. VI, Paris, 1821, no 191.
30. ↑  E. Levy, "La confiance légitime", RTD Civ, 1910, p.717 et s
31. 1 2  P. LOKIEC, « Le droit des contrats et la protection des attentes », D. 2007, p. 321
32. ↑  B. OPPETIT, « L’endettement et le droit », in Mélanges en hommage à André BRETON et Fernand DERRIDA, Dalloz, 1991, p. 295 et s., spéc. p. 310.
33. ↑  « Article 1108 du Code civil », sur legifrance.gouv.fr, 17 février 1804 (consulté le 29 mai 2013) : « Quatre conditions sont essentielles pour la validité d'une convention : Le consentement de la partie qui s'oblige ; Sa capacité de contracter ; Un objet certain qui forme la matière de l'engagement ; Une cause licite dans l'obligation. ».
34. ↑  « Article 6 du Code civil », sur legifrance.gouv.fr, 15 mars 1803 (consulté le 22 mai 2013) : « On ne peut déroger, par des conventions particulières, aux lois qui intéressent l'ordre public et les bonnes mœurs. ».
35. ↑  Art. 1385 C.c.Q.
36. ↑  François Terré, Introduction générale au droit, Paris, Dalloz, coll. « Précis », août 2012, 9e éd., 652 p. (ISBN 978-2-247-12128-1), p. 54-55
37. ↑  Bernard Dutoit, Le droit russe, Paris, Dalloz, coll. « Connaissance du droit », mai 2008, 1re éd., 130 p. (ISBN 978-2-247-09691-6), p. 52